# Skagul
Skagul (in lingua aleutina Sxaĝulax), registrata inizialmente come Skakhoul Ile dal capitano Litke nel 1836, è una piccola isola disabitata delle Delarof orientali nell'arcipelago delle Aleutine e appartiene all'Alaska (USA). L'isola misura 2,8 per 2,5 km. Si trova a solo a 1 km di distanza a est di Ogliuga e 17 km a sud-est di Gareloi.